# Sudamericano de Rugby M21 2001
El Sudamericano de Rugby M21 de 2001 fue la cuarta edición del torneo juvenil y la segunda disputada en Paraguay. Además de la selección local participaron otras 3 selecciones de menores de 21 años de países miembros de la Confederación Sudamericana de Rugby.

## Equipos participantes
- Selección juvenil de rugby de Argentina (Pumas M21)
- Selección juvenil de rugby de Chile (Cóndores M21)
- Selección juvenil de rugby de Paraguay (Paraguay M21)
- Selección juvenil de rugby de Uruguay (Teros M21)

## Posiciones
| Pos. | Equipo    | Encuentros | Encuentros | Encuentros | Encuentros | Tantos  | Tantos    | Tantos     | Puntos |
| Pos. | Equipo    | jugados    | ganados    | empatados  | perdidos   | a favor | en contra | diferencia | Puntos |
| ---- | --------- | ---------- | ---------- | ---------- | ---------- | ------- | --------- | ---------- | ------ |
| 1    | Argentina | 3          | 3          | 0          | 0          | 228     | 27        | + 201      | 9      |
| 2    | Chile     | 3          | 1          | 0          | 2          | 55      | 126       | - 71       | 3      |
| 3    | Uruguay   | 3          | 1          | 0          | 2          | 34      | 88        | - 54       | 3      |
| 4    | Paraguay  | 3          | 1          | 0          | 2          | 39      | 115       | - 76       | 3      |

Nota: Se otorgan 3 puntos al equipo que gane un partido, 1 al que empate y 0 al que pierda

## Resultados

### Primera Fecha[2]
| 23 de setiembre | Argentina | 64 - 9  | Uruguay |  |  |
|                 |           | Reporte |         |  |  |

| 23 de setiembre | Paraguay | 27 - 25 | Chile | cancha del San José RC, Asunción, Paraguay |  |
|                 |          | Reporte |       |                                            |  |

### Segunda Fecha
| 26 de setiembre | Argentina | 85 - 12 | Chile |  |  |
|                 |           | Reporte |       |  |  |

| 26 de setiembre | Paraguay | 6 - 11 | Uruguay |  |  |

### Tercera Fecha[3]
| 29 de setiembre | Uruguay | 14 - 18 | Chile |  |  |

| 29 de setiembre | Paraguay | 6 - 79 | Argentina |  |  |

| Bandera de Argentina |
| Campeón Argentina    |
| Cuarto título        |